# Stane Derganc
Stane Derganc - "Ata", slovenski telovadec, * 23. april 1893, Ljubljana, † 9. avgust 1981, Ankaran.
Derganc je za Kraljevino SHS nastopil na Poletnih olimpijskih igrah 1924 v Parizu, kjer je ekipa SHS zasedla 4. mesto, sam pa je na konju zasedel 5., na konju z ročaji pa 6. mesto. Tekmoval je še v drugih disciplinah, kjer pa ni dosegel pomembnejših rezultatov. 
Leta 1928 je za Kraljevino SHS nastopil tudi na Poletnih olimpijskih igrah v Amsterdamu, kjer je v preskoku osvojil bronasto medaljo, bronasto odličje pa je osvojila tudi ekipa.
Stane Derganc je bil upodobljen na prvi »slovenski« poštni znamki, ki se je je prijelo ime Verigar, kar je bil tudi Dergančev nadimek.
Njegovo življenje je iskrivo opisal njegov nečak Branko Miklavc v monodrami Moj premalo slavni stric. Leta 2012 je bil sprejet v Hram slovenskih športnih junakov.